# Ivette Löcker
Ivette Löcker (* 1970 in Bregenz) ist eine österreichische Regisseurin und Produktionsleiterin. Sie ist vor allem im Bereich Dokumentarfilm aktiv.

## Leben
Löcker studierte Slawistik, Osteuropäische Geschichte und Soziologie. Seit 1998 ist sie als Regieassistentin, Produktionskoordinatorin und Produktionsleiterin tätig, seit 2006 als Regisseurin sowie Autorin. Am Filmfestival Diagonale wurde sie 2011 für Nachtschichten mit dem Großen Diagonale-Preis ausgezeichnet. 2017 erhielt sie den Preis in der Dokumentarfilmsparte für Was uns bindet.
Ihr Film Nachtschichten wurde in die Edition Der österreichische Film aufgenommen.

## Filmografie (Auswahl)
- 2008: Marina und Sascha, Kohleschiffer (Dokumentarfilm)
- 2011: Nachtschichten (Dokumentarfilm)
- 2013: Vom (Über)Leben der Sonja Wolf (Dokumentation, Regie Christian Frosch)
- 2014: Wenn es blendet, öffne die Augen (Dokumentarfilm)
- 2017: Was uns bindet (Dokumentarfilm, Buch und Regie)[3]
- 2018: Anja und Serjoscha (Regie, Buch)
- 2025: Unsere Zeit wird kommen (Regie, Buch)

## Auszeichnungen
- 2011: Großer Preis der Diagonale für Nachtschichten in der Kategorie Dokumentarfilm[1]
- 2014: Outstanding Artist Award für Film (Dokumentarfilm) 2014[1]
- 2017: Großer Preis der Diagonale für Was uns bindet in der Kategorie Dokumentarfilm[2]